# Němčovice
Němčovice (německy Niemtschowitz) jsou malá obec v severní části okresu Rokycany v Plzeňském kraji. Leží tři kilometry severozápadně od Radnic. Součástí obce je od roku 1990 ves Olešná, k níž patří Žikovská obora na severu a Olešenský les na jihu. V obci žije 194 obyvatel.

## Historie

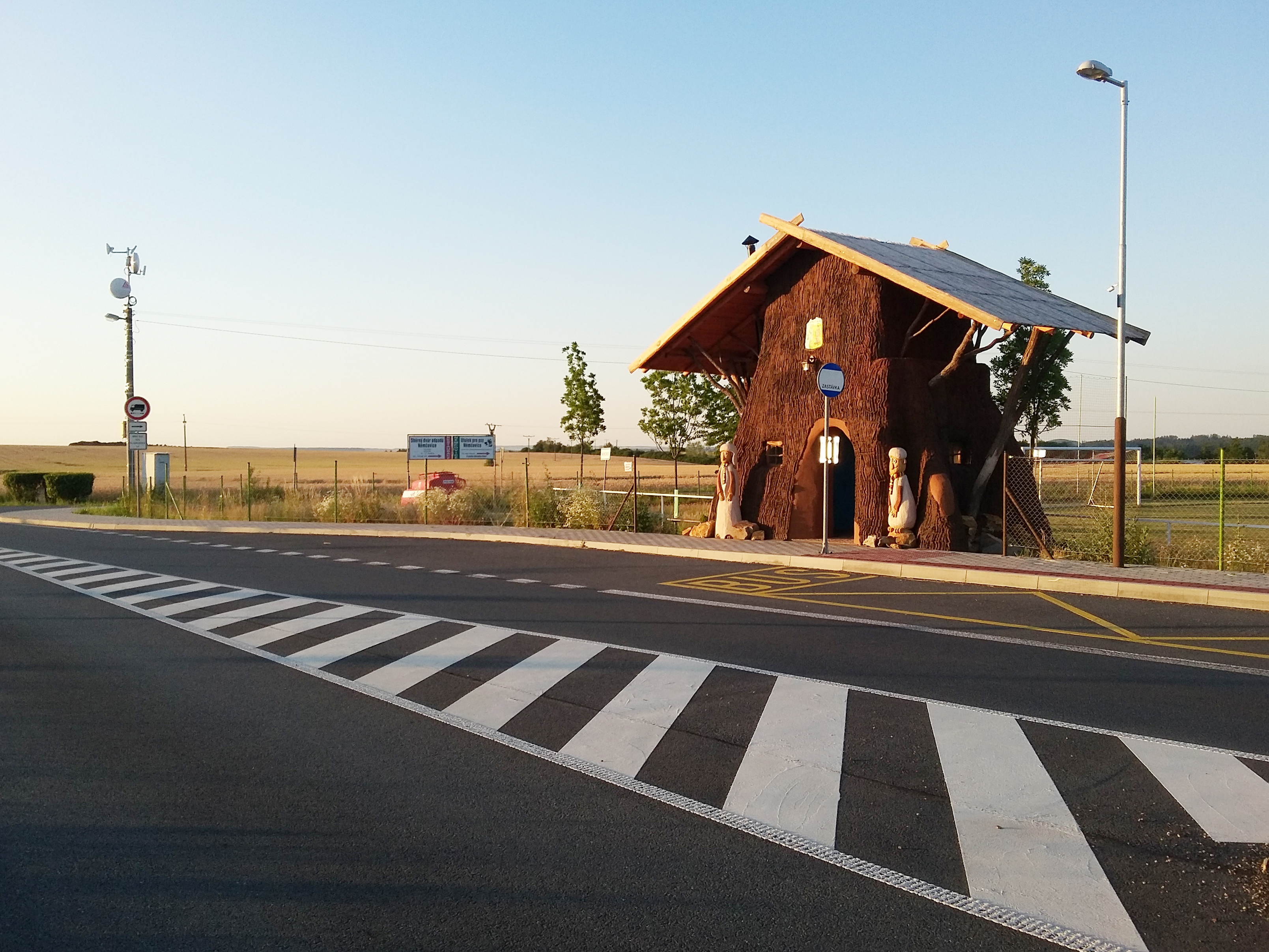
Zastávka s čekárnou

První písemná zmínka o vesnici pochází z roku 1240.
Obec Němčovice zvítězila v soutěži Vesnice roku 2013 v Plzeňském kraji. Dále v této soutěži Němčovice získaly v roce 2006 Zelenou stuhu za péči o zeleň a životní prostředí a v roce 2011 Modrou stuhu za společenský život. V roce 2017 Bílou stuhu za práci s dětmi a mládeží. Webové stránky obce získaly čtyřikrát ocenění v soutěži o nejlepší internetové stránky obcí Zlatý erb. V roce 2006 získaly cenu za nejlepší stránku zahraniční samosprávy ve slovenské variantě soutěže. Obec Němčovice byla vyhodnocena v roce 2008, v celorepublikové soutěži Otevřeno x Zavřeno, jako druhá nejotevřenější obec v České republice.
V Němčovicích byl zřízen útulek pro psy. V letech 2017 až 2021 obec vybudovala poblíž sběrného dvoru nový hřbitov.

## Přírodní poměry
Obec Němčovice leží z části na území přírodního parku Berounka, samotná vesnice Němčovice leží mimo tento park. Obec sousedí s obcemi Lhotka u Radnic, Kamenec a Újezdem u Svatého Kříže.

## Obyvatelstvo
| Rok            | 1869 | 1880 | 1890 | 1900 | 1910 | 1921 | 1930 | 1950 | 1961 | 1970 | 1980 | 1991 | 2001 | 2011 | 2021 |
| -------------- | ---- | ---- | ---- | ---- | ---- | ---- | ---- | ---- | ---- | ---- | ---- | ---- | ---- | ---- | ---- |
| Počet obyvatel | 609  | 620  | 547  | 524  | 455  | 448  | 407  | 306  | 275  | 180  | 143  | 105  | 101  | 113  | 171  |
| Počet domů     | 74   | 78   | 79   | 78   | 75   | 76   | 78   | 83   | 77   | 63   | 51   | 65   | 66   | 64   | 96   |

## Obecní správa
Mezi lety 1869–1980 Němčovice byly obcí v okrese Hořovice (1869–1890) a později v okrese Rokycany. Od 1. dubna 1980 do 23. listopadu 1990 patřily jako část města k Radnicím a od 24. listopadu 1990 jsou opět samostatnou obcí.

### Části obce
- Němčovice
- Olešná

V letech 1869–1930 k obci patřila i vesnice Kamenec.

### Obecní symboly
Znak byl obci udělen rozhodnutím předsedy Poslanecké sněmovny Parlamentu České republiky dne 25. listopadu 2003 a vlajka byla obci udělena rozhodnutím předsedy PSP ČR dne 27. února 2004.

## Volební výsledky v obci

### Prezident republiky
Tučně je uveden celostátní vítěz. Procenta hlasů jsou ziskem kandidátů v 2. kole voleb.
| Volby | Vítěz               | % hlasů | Poražený     | % hlasů | Volební účast 1. kolo (%) | Volební účast 2. kolo (%) | Reference |
| ----- | ------------------- | ------- | ------------ | ------- | ------------------------- | ------------------------- | --------- |
| 2013  | Karel Schwarzenberg | 51,47   | Miloš Zeman  | 48,52   | 56,76                     | 61,82                     | [ 17 ]    |
| 2018  | Miloš Zeman         | 57,95   | Jiří Drahoš  | 42,04   | 62,81                     | 70,97                     | [ 18 ]    |
| 2023  | Petr Pavel          | 54,03   | Andrej Babiš | 45,96   | 69,75                     | 76,54                     | [ 19 ]    |

### Poslanecká sněmovna Parlamentu ČR
V roce 1996 a 2002 získaly dva subjekty stejný počet hlasů, a proto jsou uvedeny na třetím místě oba oddělené lomítkem.
| Volby | 1. místo | % hlasů | 2. místo | % hlasů | 3. místo                      | % hlasů   | Volební účast (%) | Reference |
| ----- | -------- | ------- | -------- | ------- | ----------------------------- | --------- | ----------------- | --------- |
| 1996  | ČSSD     | 36,00   | ODS      | 29,33   | KSČM / SPR-RSČ                | 2 × 9,33  | 87,21             | [ 20 ]    |
| 1998  | ČSSD     | 42,25   | ODS      | 22,54   | DZŽJ                          | 11,27     | 79,78             | [ 21 ]    |
| 2002  | ODS      | 30,43   | ČSSD     | 26,08   | KSČM / Koalice KDU-ČSL+US-DEU | 2 × 15,21 | 58,02             | [ 22 ]    |
| 2006  | ODS      | 50,00   | ČSSD     | 28,78   | KSČM                          | 7,57      | 70,21             | [ 23 ]    |
| 2010  | ODS      | 43,93   | VV       | 18,18   | ČSSD                          | 10,60     | 70,97             | [ 24 ]    |
| 2013  | ANO 2011 | 21,12   | ČSSD     | 19,71   | TOP 09                        | 15,49     | 62,83             | [ 25 ]    |
| 2017  | ANO 2011 | 43,47   | SPD      | 15,21   | TOP 09                        | 11,95     | 71,32             | [ 26 ]    |
| 2021  | ANO 2011 | 33,68   | SPOLU    | 24,21   | Piráti a Starostové           | 21,05     | 65,31             | [ 27 ]    |

### Senát Parlamentu ČR
Němčovice jsou součástí senátního volebního obvodu Rokycany. Procenta hlasů jsou ziskem kandidátů v 2. kole voleb.
| Volby | Vítěz            | % hlasů | Poražený        | % hlasů | Volební účast 1. kolo (%) | Volební účast 2. kolo (%) | Reference |
| ----- | ---------------- | ------- | --------------- | ------- | ------------------------- | ------------------------- | --------- |
| 1996  | František Jirava | 58,82   | Karel Novák     | 41,18   | 55,81                     | 39,53                     | [ 28 ]    |
| 2000  | Luděk Sefzig     | 66,66   | Helena Suchá    | 33,33   | 38,20                     | 27,91                     | [ 29 ]    |
| 2006  | Luděk Sefzig     | 89,47   | Jan Mudra       | 10,52   | 54,44                     | 42,22                     | [ 30 ]    |
| 2012  | Milada Emmerová  | 62,50   | Jiří Valenta    | 37,50   | 39,25                     | 13,08                     | [ 31 ]    |
| 2018  | Pavel Karpíšek   | 63,15   | Milada Emmerová | 36,84   | 24,44                     | 14,07                     | [ 32 ]    |
| 2024  | Miroslav Kroc    | 67,74   | Petr Vanka      | 32,25   | 45,45                     | 38,18                     | [ 33 ]    |

## Památky
- kaple v Němčovicích[34]